# Домзен Берот
Домзен Берот (фр. Domezain-Berraute) насеље је и општина у југозападној Француској у региону Аквитанија, у департману Атлантски Пиринеји која припада префектури Бајон.
По подацима из 2011. године у општини је живело 512 становника, а густина насељености је износила 23,75 становника/km². Општина се простире на површини од 22 km². Налази се на средњој надморској висини од 102 метара (максималној 212 m, а минималној 54 m).

## Демографија
| 1962. | 1968. | 1975. | 1982. | 1990. | 1999. | 2011. |
| ----- | ----- | ----- | ----- | ----- | ----- | ----- |
| 609   | 707   | 519   | 498   | 452   | 455   | 512   |

График промене броја становника у току последњих година